# سامسونگ جی‌تی-بی۷۳۲۰
سامسونگ جی‌تی-بی۷۳۲۰ یک‌نمونه از گوشی‌های تلفن همراه سری B شرکت سامسونگ می‌باشد که توسط همین شرکت به بازار عرضه شده‌است.